# Johann Ernst (Sachsen-Coburg)

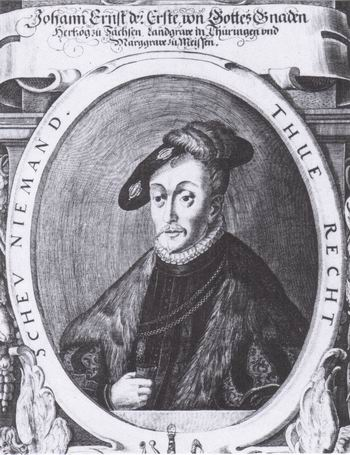
Fürst Johann Ernst I. von Sachsen-Coburg

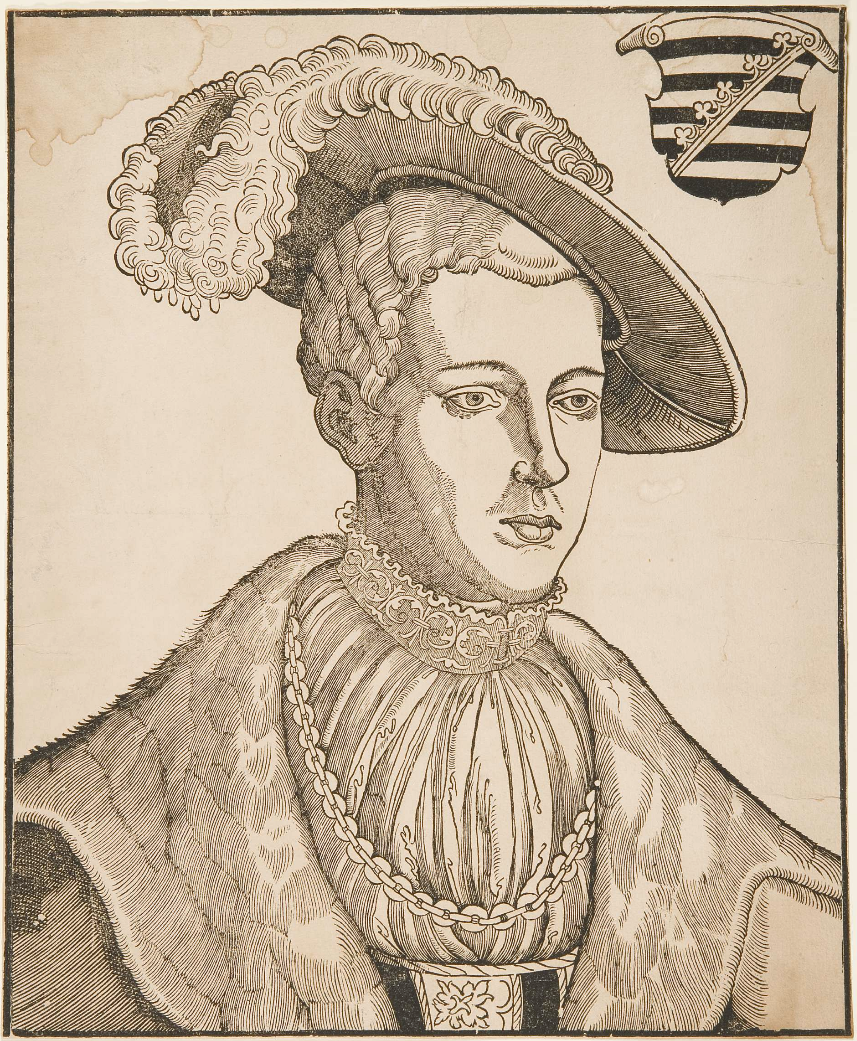
Holzschnitt, 16. Jahrhundert

Johann Ernst von Sachsen-Coburg (* 10. Mai 1521 in Coburg; † 8. Februar 1553 ebenda) war ein Fürst aus der ernestinischen Linie des Hauses Wettin und von 1541 bis zu seinem Tod erster selbstständiger Herzog von Sachsen-Coburg.

## Leben
Johann Ernst war der älteste Sohn des sächsischen Kurfürsten Johann des Beständigen (1468–1532) aus dessen zweiter Ehe mit Margarete (1494–1521), Tochter des Fürsten Waldemar VI. von Anhalt-Zerbst. Johann Ernst wurde durch den Theologen und Reformator Georg Spalatin ausgebildet. Sein älterer Halbbruder, Kurfürst Johann Friedrich I. beteiligte ihn seit 1532 an der Herrschaft über den sächsischen Kurstaat, nachdem er für Johann Ernst seit 1528 Vormund gewesen war.
1541 wurden nach Vermittlung des Fürsten Wolfgang von Anhalt in Torgau die fränkischen Gebiete der Wettiner (Pflege Coburg) für Johann Ernst als eigene Herrschaft eingerichtet. Er beherrschte dadurch die Ämter Coburg, Königsberg, Neustadt, Sonneberg, Neuhaus, Rodach, Hildburghausen, Heldburg, Eisfeld, Veilsdorf, Schalkau und Ummerstadt. Des Weiteren erhielt er von seinem Bruder eine einmalige Summe sowie eine jährliche Zahlung. Im Jahr 1542 begann Johann Ernst mit dem Bau von Schloss Ehrenburg, nachdem ihm die Veste Coburg zu unwohnlich erschien. Am 12. Februar desselben Jahres hatte er in Torgau Katharina (1524–1581), Tochter des Herzogs Philipp I. von Braunschweig-Grubenhagen geheiratet. Die Ehe blieb kinderlos. Unter Johann Ernst wurde in Steinheid mit dem Goldbergbau begonnen.
Er war 1547 nicht von der Strafaktion betroffen, die Kaiser Karl V. nach der Schlacht bei Mühlberg gegen den sächsischen Kurfürsten durchführte. Johann Ernst konnte unbehelligt in Coburg weiterregieren, verlor allerdings das Amt Königsberg an den Kaiser.
Nach dem Tod von Johann Ernst fiel Coburg 1553 wieder an den wenige Monate zuvor aus der kaiserlichen Haft entlassenen Johann Friedrich († 1554) und dessen drei Söhne, die den ernestinischen Gesamtbesitz ab 1554 einige Jahre gemeinsam regierten.